# Gran Premio Città di Rio Saliceto e Correggio 1998
Il Gran Premio Città di Rio Saliceto e Correggio 1998, quinta edizione della corsa, si svolse il 25 luglio 1998 su un percorso di 166 km. La vittoria fu appannaggio dell'italiano Federico Colonna, che completò il percorso in 3h29'00", precedendo i connazionali Daniele Contrini e Gabriele Balducci.

## Ordine d'arrivo (Top 10)
| Pos. | Corridore           | Squadra                | Tempo    |
| ---- | ------------------- | ---------------------- | -------- |
| 1    | Federico Colonna    | Asics-C.G.A.           | 3h29'00" |
| 2    | Daniele Contrini    | Brescialat-Liquigas    | s.t.     |
| 3    | Gabriele Balducci   | Scrigno-Gaerne         | s.t.     |
| 4    | Roger Piana         | KRKA-Telekom Slovenije | s.t.     |
| 5    | Mirko Rossato       | Scrigno-Gaerne         | s.t.     |
| 6    | Alberto Ongarato    | Ballan                 | s.t.     |
| 7    | Marco Giroletti     | Mobilvetta-Northwave   | s.t.     |
| 8    | Alessandro Varocchi | Ros Mary-Amica Chips   | s.t.     |
| 9    | Alessandro Petacchi | Scrigno-Gaerne         | s.t.     |
| 10   | Marco Saleri        | Ros Mary-Amica Chips   | s.t.     |